# Wollin, Fläming
Wollin är en ort och kommun i Tyskland, belägen i Landkreis Potsdam-Mittelmark i förbundslandet Brandenburg, omkring 15 km söder om staden Brandenburg an der Havel. Kommunen administreras som en del av kommunalförbundet Amt Ziesar, vars säte ligger i den närbelägna småstaden Ziesar.